# Upplands runinskrifter 1065

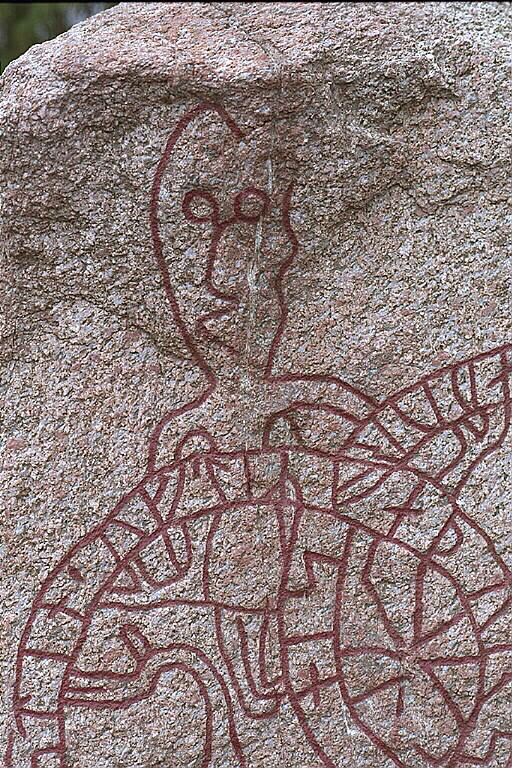
Närbild på figuren på runstenens övre vänstra del.

U 1065 är en vikingatida runsten av rödgrå grovkornig granit i Rångsta, Viksta socken och Uppsala kommun. Runstenen är 1,9 meter hög, 0,8 meter bred och 0,5 meter tjock. Runhöjden är 5-6 centimeter.

## Inskriften
Translitterering av runraden:
runuiþr ' lit risa ' sin yftʀ ' suain ' faþur sin ...in k(l)s-i iufur ' ok ' fuks ' litu risa stin yftiʀ faþur sin kara
Normalisering till runsvenska:
ʀunviðr let ræisa stæin æftiʀ Svæin, faður sinn ... kls-i Iofurr ok Fuks letu ræisa stæin æftiʀ faður sinn Kara.
Översättning till nusvenska:
Runvid lät resa stenen till minne av Sven, sin fader... — Jovur och Fuks läto resa stenen till minne av sin fader ...
Runstenen har två minnesskrifter med varsin runslinga.